# Prix du public du Festival de Sundance
Pour les articles homonymes, voir Prix du public.
Le Prix du public (Audience Award) est une récompense décernée lors du Festival de Sundance depuis 1985.
Il est remis dans quatre catégories : documentaire américain (US Documentary), documentaire international (World Cinema Documentary), fiction américaine (US Dramatic) et fiction internationale (World Cinema Dramatic). Il est également décerné à un court métrage ainsi qu'à un film de la sélection Best of NEXT.

## Palmarès

### US Documentary
| Année | Film                                    | Titre original                                        | Réalisateur                           | Pays       |
| ----- | --------------------------------------- | ----------------------------------------------------- | ------------------------------------- | ---------- |
| 2004  | Camera Kids                             |                                                       | Ross Kauffman                         | États-Unis |
| 2005  | Murderball                              |                                                       | Henry Alex Rubin et Dana Adam Shapiro | États-Unis |
| 2006  | God Grew Tired of Us                    | God Grew Tired of Us: The Story of Lost Boys of Sudan | Christopher Dillon Quinn              | États-Unis |
| 2007  | Hear and Now                            |                                                       | Irene Taylor Brodsky                  | États-Unis |
| 2008  | Fields of Fuel                          |                                                       | Joshua Tickell                        | États-Unis |
| 2009  | The Cove                                |                                                       | Louie Psihoyos                        | États-Unis |
| 2010  | Waiting for Superman                    |                                                       | Davis Guggenheim                      | États-Unis |
| 2011  | Buck                                    |                                                       | Luke Geissbuhler                      | États-Unis |
| 2012  | The Invisible War                       |                                                       | Kirby Dick                            | États-Unis |
| 2013  | Blood Brother                           |                                                       | Steve Hoover                          | États-Unis |
| 2014  | Alive Inside: A Story of Music & Memory |                                                       | Michael Rossato-Bennett               | États-Unis |

### World Cinema Documentary
Le Prix du public dans la catégorie World Cinema n'est remis que depuis 2004.
| Année | Film                                                      | Titre original          | Réalisateur                    | Pays                         |
| ----- | --------------------------------------------------------- | ----------------------- | ------------------------------ | ---------------------------- |
| 2004  | The Corporation                                           |                         | Mark Achbar et Jennifer Abbott | Canada                       |
| 2005  | Shake Hands with the Devil: The Journey of Roméo Dallaire |                         | Peter Raymont                  | Canada                       |
| 2006  | De nadie                                                  |                         | Tin Dirdamal                   | Mexique                      |
| 2007  | In the Shadow of the Moon                                 |                         | David Sington                  | Royaume-Uni États-Unis       |
| 2008  | Le Funambule                                              | Man on Wire             | James Marsh                    | Royaume-Uni États-Unis       |
| 2009  | Afghan Star                                               |                         | Havana Marking                 | Royaume-Uni                  |
| 2010  | Waste Land                                                |                         | Lucy Walker                    | Royaume-Uni Brésil           |
| 2011  | Senna                                                     |                         | Asif Kapadia                   | Royaume-Uni France           |
| 2012  | Sugar Man                                                 | Searching for Sugar Man | Malik Bendjelloul              | Royaume-Uni Suède            |
| 2013  | The Square                                                | Al Midan                | Jehane Noujaim                 | Égypte États-Unis            |
| 2014  | The Green Prince                                          |                         | Nadav Schirman                 | Allemagne Israël Royaume-Uni |

### US Dramatic
| Année | Film                    | Titre original              | Réalisateur                          | Pays       |
| ----- | ----------------------- | --------------------------- | ------------------------------------ | ---------- |
| 2004  | Maria, pleine de grâce  | María, llena eres de gracia | Joshua Marston                       | États-Unis |
| 2005  | Hustle et Flow          | Hustle & Flow               | Craig Brewer                         | États-Unis |
| 2006  | Echo Park, L.A.         | Quinceañera                 | Richard Glatzer et Wash Westmoreland | États-Unis |
| 2007  | Grace Is Gone           |                             | James C. Strouse                     | États-Unis |
| 2008  | Wackness                | The Wackness                | Jonathan Levine                      | États-Unis |
| 2009  | Precious                |                             | Lee Daniels                          | États-Unis |
| 2010  | Happythankyoumoreplease |                             | Josh Radnor                          | États-Unis |
| 2011  | En secret               | Circumstance                | Maryam Keshavarz                     | États-Unis |
| 2012  | The Surrogate           | The Sessions                | Ben Lewin                            | États-Unis |
| 2013  | Fruitvale               |                             | Ryan Coogler                         | États-Unis |
| 2014  | Whiplash                |                             | Damien Chazelle                      | États-Unis |

### World Cinema Dramatic
Le Prix du public dans la catégorie World Cinema n'est remis que depuis 2004.
| Année | Film                | Titre original | Réalisateur              | Pays                            |
| ----- | ------------------- | -------------- | ------------------------ | ------------------------------- |
| 2004  | La Grande Séduction |                | Jean-François Pouliot    | Canada                          |
| 2005  | Brothers            | Brødre         | Susanne Bier             | Danemark                        |
| 2006  | No. 2               |                | Toa Fraser               | Nouvelle-Zélande                |
| 2007  | Once                |                | John Carney              | Irlande                         |
| 2008  | Captain Abu Raed    |                | Amin Matalqa             | Jordanie                        |
| 2009  | Une éducation       | An Education   | Lone Scherfig            | Royaume-Uni                     |
| 2010  | Contracorriente     |                | Javier Fuentes-León      | Pérou Colombie Allemagne France |
| 2011  | Kinyarwanda         |                | Alrick Brown             | France États-Unis               |
| 2012  | Valley of Saints    |                | Musa Syeed               | Inde                            |
| 2013  | Metro Manila        |                | Sean Ellis               | Royaume-Uni                     |
| 2014  | Difret              |                | Zeresenay Berhane Mehari | Éthiopie                        |

### Best of NEXT
Le Prix du public dans la catégorie Best of NEXT n'est remis que depuis 2011.
| Année | Film                  | Titre original | Réalisateur    | Pays       |
| ----- | --------------------- | -------------- | -------------- | ---------- |
| 2011  | To.get.her            |                | Erica Dunton   | États-Unis |
| 2012  | Sleepwalk with Me     |                | Mike Birbiglia | États-Unis |
| 2013  | This Is Martin Bonner |                | Chad Hartigan  | États-Unis |
| 2014  | Imperial Dreams       |                | Malik Vitthal  | États-Unis |
| 2015  | James White           |                | Josh Mond      | États-Unis |

### Courts métrages
Le Prix du public dans la catégorie Court métrage n'est remis que depuis 2012.
| Année | Film                        | Réalisateur     | Pays       |
| ----- | --------------------------- | --------------- | ---------- |
| 2012  | The Debutante Hunters       | Maria White     | États-Unis |
| 2013  | Catnip: Egress to Oblivion? | Jason Willis    | États-Unis |
| 2014  | Chapel Perilous             | Matthew Lessner | États-Unis |